# Echinozone perarmata
Echinozone perarmata är en kräftdjursart som beskrevs av Yakov Avadievich Birstein 1971. Echinozone perarmata ingår i släktet Echinozone och familjen Munnopsidae. Inga underarter finns listade i Catalogue of Life.